# Wojciech Jaruzelski
Wojciech Witold Jaruzelski, poljski general in komunistični politik, * 6. julij 1923, Kurów pri Lublinu, † 25. maj 2014, Varšava.
Ljudsko republiko Poljsko je vodil od leta 1981 do 1989. Med letoma 1981 in 1989 je bil prvi sekretar Poljske združene delavske stranke, s čimer je postal zadnji vodja Ljudske republike Poljske. Jaruzelski je bil predsednik vlade od 1981 do 1985, predsednik državnega sveta od 1985 do 1989 in kratek čas kot predsednik Poljske od 1989 do 1990, ko je bila funkcija predsednika obnovljena po 37 letih. Bil je tudi zadnji vrhovni poveljnik poljske ljudske vojske, ki je leta 1990 postala poljske oborožene sile.
Jaruzelskega, rojenega poljski plemiški družini v Kurówu na vzhodu Poljske, je NKVD po invaziji na Poljsko z družino izgnal v Sibirijo. Na prisilnem delu v sibirski divjini se mu je zaradi oslepljujočega dela na snegu delno okvaril vid, zaradi česar je moral do konca življenja nositi zaščitna sončna očala. Leta 1943 se je Jaruzelski pridružil novoustanovljeni Prvi poljski armadi in se skupaj s Sovjeti bojeval proti nacistični Nemčiji na vzhodni fronti, predvsem pri osvoboditvi Varšave in v bitki za Berlin. Po poljskem oktobru in izselitvi maršala Konstantina Rokosovskega nazaj v Sovjetsko zvezo je Jaruzelski postal glavni politični častnik poljske ljudske vojske in leta 1968 poljski minister za obrambo. 
Jaruzelski je po kratkem enoletnem mandatu Stanisława Kanie postal prvi sekretar Poljske združene delavske stranke in s tem dejanski voditelj Poljske. Predhodnik Kanie, Edward Gierek, je Poljsko pustil močno zadolženo s sprejemanjem posojil tujih upnikov, zato je bilo gospodarstvo države, ko je vodja države postal Jaruzelski, na robu propada. Zaradi pomanjkanja osnovnih dobrin je bila uvedena racionalizacija, kar je samo prispevalo k napeti družbeni in politični situaciji. Vse slabše življenjske in delovne razmere so sprožile jezo med množicami in okrepile protikomunistično razpoloženje; Podporo je pridobivalo tudi gibanje Solidarnost, kar je skrbelo poljski centralni komite in Sovjetsko zvezo, ki sta Solidarnost obravnavala kot grožnjo Varšavskemu paktu. V strahu pred sovjetskim posredovanjem na Poljskem, podobnim kot na Madžarskem (1956) in Češkoslovaškem (1968), je Jaruzelski 13. decembra 1981 uvedel vojno stanje, da bi zatrl politično opozicijo. Vojaška hunta, policijska ura in omejitve potovanj so trajale do 22. julija 1983. 
Do sredine osemdesetih let je cenzura izgubila svoj pomen in avtoriteta Združene delavske stranke je razpadla, kar je omogočilo več svobode v že tako liberalni Poljski. Med revolucijami leta 1989 v Srednji in Vzhodni Evropi je Jaruzelski podprl spremembo vlade v korist države in odstopil po doseženem kompromisnem sporazumu z opozicijo (okroglo mizo), ki je pripeljal do večstrankarskih volitev. Kratek čas je bil predsednik Poljske, vendar na tem položaju ni imel prave moči, leta 1990 pa ga je kot prvi predsednik, izvoljen na svobodnih neposrednih volitvah, nasledil Lech Wałęsa. 
Kot vodja države v nemirnih zadnjih letih komunistične vladavine Jaruzelski na Poljskem do danes ostaja kontroverzna osebnost. Deležen je bil pohval, ker je dopustil miren prehod države v demokracijo, po drugi strani pa so ga sodobniki ostro kritizirali zaradi uvedbe vojnega stanja, med katerim je vlada nasilno zatirala proteste in brez sojenja zaprla več tisoč opozicijskih aktivistov. 
Za razliko od vrste predhodnikov ni sledil tradiciji poveljnikov poljske vojske in se ni dal povzdigniti v maršala.    